# Charles Henry Colton
Charles Henry Colton (* 15. Oktober 1848 in New York City; † 9. Mai 1915 in Buffalo) war ein US-amerikanischer römisch-katholischer Geistlicher und Bischof von Buffalo.

## Leben
Charles Henry Colton besuchte das St. Francis Xavier College in New York City. Am St. Joseph’s Seminary in Troy studierte er Katholische Theologie und Philosophie. Er empfing am 10. Juni 1876 das Sakrament der Priesterweihe.
Colton wurde Kurat an der St. Stephen’s Church und zudem Kaplan am Bellevue Hospital. 1896 wurde er Pfarrer der Pfarrei Our Lady of Mercy in Port Chester und zusätzlich Kanzler des Erzbistums New York.
Am 20. Mai 1903 ernannte ihn Papst Leo XIII. zum Bischof von Buffalo. Der Erzbischof von New York, John Murphy Farley, spendete ihm am 24. August desselben Jahres in der St. Patrick’s Cathedral in New York City die Bischofsweihe; Mitkonsekratoren waren der Bischof von Rochester, Bernard Joseph John McQuaid, und der Bischof von Brooklyn, Charles Edward McDonnell.